# Aitosaari (ö, lat 61,34, long 27,70)
Aitosaari är en ö i Finland. Den ligger i sjön Saimen och i kommunen Sankt Michel i den ekonomiska regionen  S:t Michel och landskapet Södra Savolax, i den södra delen av landet, 200 km nordost om huvudstaden Helsingfors. Öns area är 4,8 hektar och dess största längd är 360 meter i öst-västlig riktning.